# 奥尔萨 (佛罗里达州)
奥尔萨（英語：Altha），是美国佛罗里达州卡爾霍恩縣下属的一座城镇。建立于1946年。面积约为3.8平方公里（约合1.4平方英里）。根据2010年美国人口普查，该市有人口536人。论人口在本州排行第368。